# 港島綫
港島綫（英語：Island Line）是港鐵系統中營運中的鐵路路綫之一，屬於城市軌道交通，路綫色為深藍色。港島綫全段位於香港島，共有17個車站，全程約31分鐘，連接位於中西區的堅尼地城站及東區的柴灣站，主要途經中環、銅鑼灣及北角等地區。路綫大部分路段為地底路段，只有杏花邨站以東為架空路段，杏花邨站本身為地面車站。港島綫17個車站中有4個轉車站，分別為中環站、金鐘站、北角站及鰂魚涌站，可以轉乘東鐵綫、荃灣綫、東涌綫、機場快綫、南港島綫及將軍澳綫6條路綫。
港島綫金鐘至柴灣段於1985年5月31日率先通車，成為前地鐵系統的第三條鐵路綫；一年後路綫由金鐘延伸至上環。直至2014年12月28日，港島綫再次延伸至初期規劃但被擱置的西區段，改以堅尼地城為西端終點站；出現工程延誤的西營盤站亦於2015年3月29日啟用。

## 歷史

地底集體運輸系統路綫圖 （1967年建議方案）

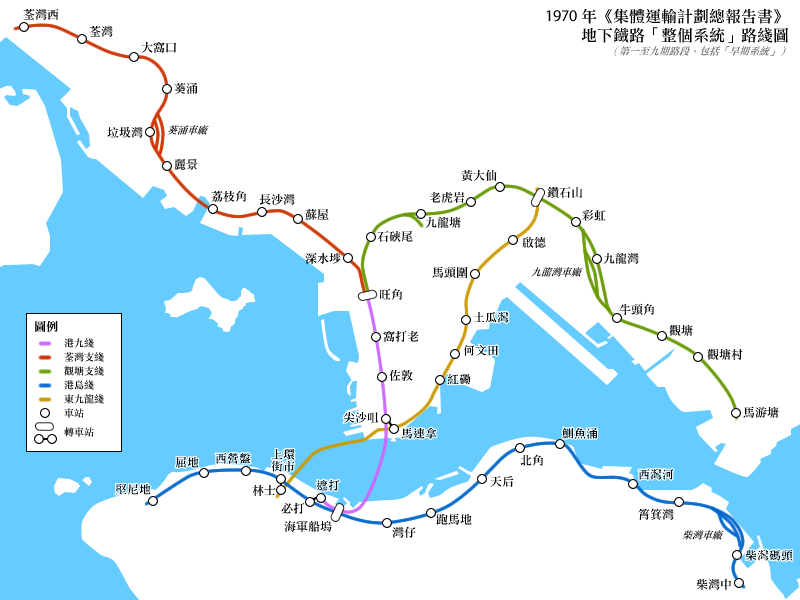
地下鐵路「整個系統」路綫圖 （1970年建議方案）

### 早期規劃
港島綫的雛形於1967年發表的《香港集體運輸研究》（Hong Kong Mass Transport Study）經已出現，走線與今日的港島綫大致相同，共設15個車站，分別為堅尼地（Kennedy，現堅尼地城站）、卑路乍（Belcher，接近現香港大學站）、西營盤（Sai Ying Pun）、上環街市（Western Market，現上環站）、中環（Central）、海軍船塢（Admiralty，現金鐘站）、灣仔（Wan Chai）、跑馬地（Valley）、天后（Tin Hau）、北角（North Point）、鰂魚涌（Quarry Bay）、西灣河（Sai Wan Ho）、筲箕灣（Shau Kei Wan）、柴灣碼頭（Chai Wan Quay）、柴灣中（Chai Wan Central，較現柴灣站位置偏東）。最初構思與最終落實方案不盡相同：港島西段較現時貼近海旁和西移；天后站位處電氣道與英皇道中間，更接近當時未出現的炮台山站；鰂魚涌站靠近七姊妹健康東街；康山一帶當時仍未發展成住宅區，報告不建議設站服務太古船塢的員工；西灣河站位於成安街南面末端；柴灣碼頭站位於今日的翠灣邨，當時亦未有計劃在柴灣車廠建屋和設站。
1970年的《集體運輸計劃總報告書》中，顧問公司建議將興建地鐵系統分為九段興建，並先行興建首四期，稱為「早期系統」，包括首四段稱為「早期系統」，包括港九綫海軍船塢至旺角段、觀塘支綫觀塘至旺角段、荃灣支綫茘枝角至旺角段以及港島綫上環街市至海軍船塢段。
1975年初，港英政府屬下的集體運輸臨時管理局宣佈，將早期系統略為縮減至15.6公里，並更改部分技術指標，成為修正早期系統。同時，將港島綫工程推遲至觀塘綫和荃灣綫建成後才展開，以及先興建上環街市至柴灣段；堅尼地至上環街市段則緊接其後動工。

### 落實興建
1980年12月23日，港英政府正式批准耗用95億港元，分期動工興建地鐵港島綫，及否決把香港電車伸延到柴灣的計劃。基於港島的地質情況，承建商需用隧道鑽挖機建隧道，部分車站、通風井及上蓋物業的建造工程更動用到烈性炸藥，務求令工程如期完成，又無損路面交通。1983年底完成基本隧道結構，工程漸見雛形。1984年3月全線隧道貫通。直至1985年5月31日下午三時，金鐘站至柴灣站一段正式投入服務，並由時任香港總督尤德爵士主持開幕禮，而金鐘站就成為港島綫和荃灣綫的轉車站，同日中環站英文站名由改為。及後，列車編組增加至8卡。同時，堅尼地至上環街市段基於地鐵嚴重出現虧損及人口老化而押後商議。最後於1986年5月23日，港島綫的列車服務正式伸延至中環站及上環站。杏花邨站則因需要等待杏花邨入伙，通車初期只作員工上下車之用，直至1986年10月16日才全面對外開放。之前港島綫二期工程曾經遭到永安百貨、渣打、香港上海匯豐銀行、香港置地、長江實業和和記黃埔等大財團和政府新聞處爭議，結果港島綫中區隧道設計改為途經遮打花園，以上環站為終點站，增添中環站為港島綫和荃灣綫的換乘站。
值得一提的是在港島綫通車初期，由於車隊不足，地鐵曾一度設金鐘至太古的短程特別班次，由1986年10月1日起，所有港島綫列車皆行走上環站至柴灣站。

### 觀塘綫及將軍澳綫過海、機場鐵路通車
隨著觀塘綫的服務於1989年8月6日伸延至香港島，鰂魚涌站成為了港島綫及觀塘綫的轉車站。後來為了進一步紓緩鰂魚涌站轉乘的擠迫情況，港英政府提出了「紓緩鰂魚涌站乘客擠塞工程」，決定擴建北角站，使之成為當時第二個接駁觀塘綫的港島綫車站，工程於1998年7月正式動工。新建的北角轉車月台於2001年9月27日正式啟用，以應付上環至炮台山往來九龍東之需求。
1998年東涌綫和機場快綫正式通車，在香港島的總站為香港站。香港地鐵在香港站和中環站之間興建行人隧道，使上述兩綫能夠和港島綫互通。
隨著將軍澳綫在2002年通車，北角站和鰂魚涌站於同年8月4日改成為港島綫及將軍澳綫的轉車站。
在2009年6月9日起港島綫逢週一至五上午繁忙時段增設北角站至上環站的短程特別班次疏導北角站大量乘客。短程特別班次於太古側綫或柴灣車廠試車線開出，中途不停筲箕灣、西灣河、太古站及鰂魚涌站，到北角站才起載往上環站。短程特別班次在週一至五上午繁忙時段不定期開出，視乎北角站乘客量和車隊供應數目而決定開出短程特別班次數目。西港島線開通後，特別班次已固定於周一至五繁忙時間，定時由柴灣車廠開出，到達北角站後在行車線上正常提供來回載客服務。

### 西港島綫

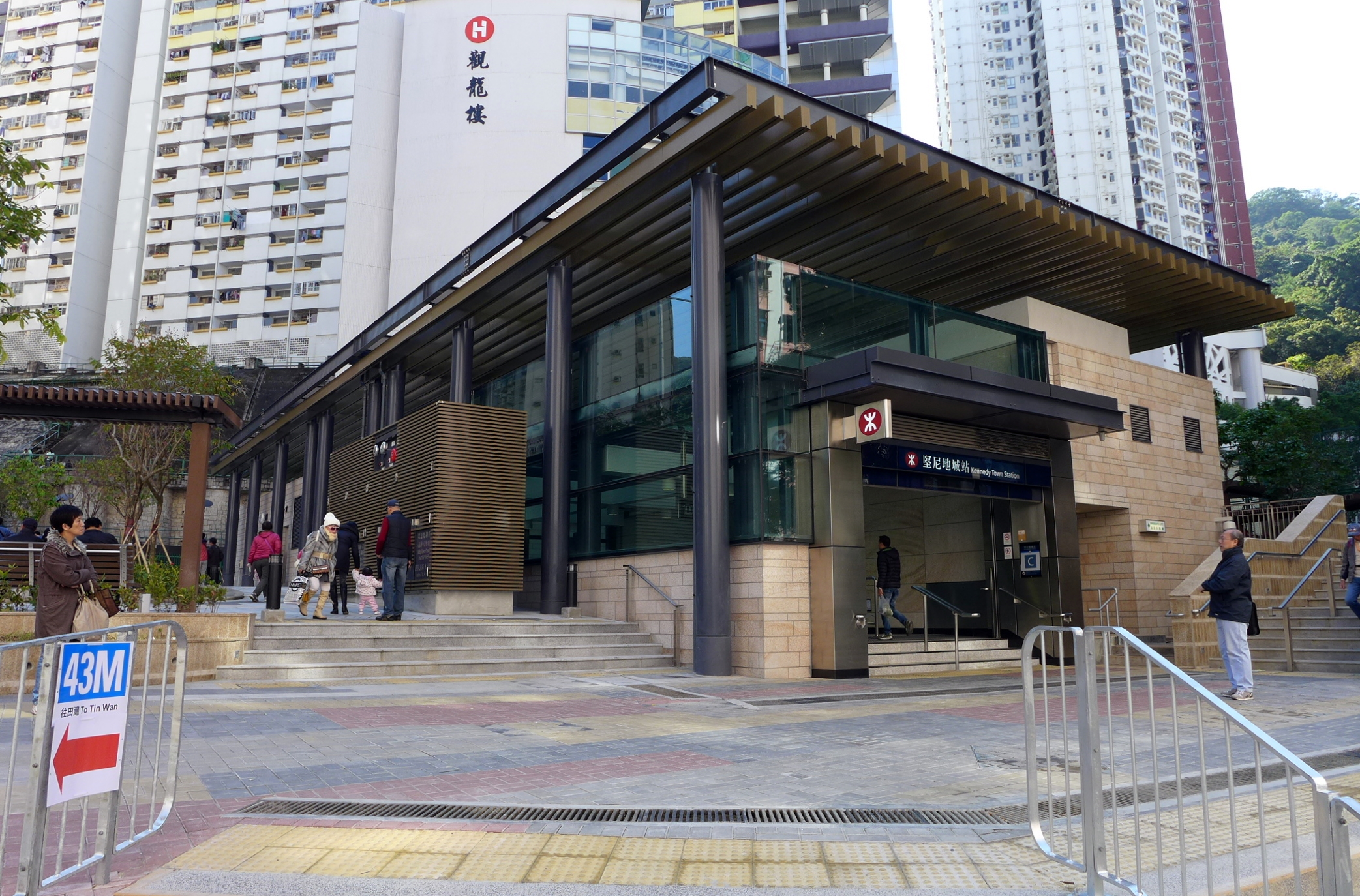
堅尼地城站C出入口

政府曾計劃興建支綫伸延到西區的堅尼地城，因成本問題和客量不足而遭擱置。當時的計劃指出，將來興建南港島綫時，或許需要於西區興建支綫以便完成整個工程。
2005年6月30日，香港政府終於正式批准地鐵公司興建西港島綫，由現時港島綫上環站向西延伸，經西營盤、香港大學兩個車站，以堅尼地城站為終點站，同時走線向南移以服務西半山居民。
2007年10月23日，行政會議通過有關西港島綫的財務安排，以擁有權融資模式批准地鐵公司興建、擁有及營運西港島綫。
港鐵公司已於2009年動工興建西港島綫。其中於2011年8月5日晚上11時30分起至8月8日首班車前，港島綫中環站（3、4號月台）及上環站需要暫停服務，以配合有關工程。
港島綫西延於2014年12月28日落成啟用，整項工程造價約為154億港元。
而受地質影響延誤的西營盤站，則在2015年3月29日啟用。

## 特點
由於受港島區較特殊的地理因素影響，港島綫車站有以下特點：
- 大部份的車站建於地底較深的位置。因為適合興建車站的地方不多，而且若興建在地面或地底較淺的位置，就需要把主要道路的路面掘開，嚴重影響原本已十分擠塞的路面交通。只有筲箕灣站以東不屬於繁忙的商業區，所以港島綫在杏花邨站伸延到地面，再經由高架橋通往柴灣站。
- 部分車站的兩個月台設在兩個不同樓層，而大堂的面積也因此較小；故乘客在離開扶手電梯後，均須步行一段直立或彎曲的通道才能到達月台登車；而抵站乘客在下車後，也需要步行一段通道才能到達扶手電梯的所在地，形成同層分離式月台[11][12]。
- 與絕大多數倫敦地鐵車站相同，大部分車站因採用暗挖盾構法進行施工，故其月台均為候車空間狹小的管道型[11][12]。
- 部分車站的月台呈曲線，月台空隙較大，僅次於東鐵綫。
- 月台上有若干組以毛筆書寫的站名（杏花邨站和柴灣站除外），大大的醒目地提醒乘客所在的車站，而港島綫亦是首條有這類大型毛筆字體站名的地鐵路綫。該組毛筆字乃由已退休港鐵（前地鐵）建築師區傑棠題寫，他解釋當初以大型毛筆字點綴這些車站的原因是該處月台比較狹窄，加上拱形支撐設計，他便提議在漆板上印上放大手寫的毛筆字以緩和候車乘客對月台環境產生的心理壓力[28][29]。及後港島綫的大型毛筆字在其他地鐵及現今港鐵路綫如觀塘綫的藍田站、黃埔站、將軍澳綫新建的車站、屯馬綫新建的車站以及東鐵綫大部分車站（馬場站除外）中出現使此特色得以延續。另一方面，中國大陸後來興建的地鐵系统亦參考了此一特色，邀請了其他書法家為自己的地鐵站站名提筆，或如近年多采用電腦字體配合圖案作為取代方案使用。

开通早期的其他设计特色（现已不复存在）：
- 有別於一般前地鐵地底車站的月台佈局，早年往上環的下行方向月台（不包括金鐘及中環站），列車終點站寫上「往九龍／中環（Trains towards Kowloon／Central）」。柴灣站初期該站月台頂部的乘車資訊是以綠底（與該站色系一致）白字顯示，並跟其它地底車站的白底黑字不同（另外兩個例外為荃灣綫荔景站及大窩口站）；金鐘及中環站的港島綫月台指示板改配較大的字型以便識別，而後者亦裝上三格白底黑字、一格紅色為底色的指示板（與該站色系及荃灣綫月台一致）。由於指示板的設計差距極大，地鐵於1993年統一安裝白底黑字「方向條」為止，而下行終點站亦改為顯示「上環方向（Trains towards Sheung Wan）」，直至全線安裝月台幕門為止。
- 有別於觀塘線及荃灣線，在2001年更換LED顯示屏前，港島線月台的目的地顯示器為黑底白字的跳字鐘。列車到站前1分鐘便會轉頁至目的地，列車開出後便會轉回空白頁。由於上環站2號月台當時為落客月台，顯示牌長期顯示「本班車 尾站（First Train Terminates）」，而「尾站」那行是不能轉頁的。此顯示器同樣曾经在觀塘線東隧延線的藍田站及鰂魚涌站的3號及4號月台安裝。

## 車站列表
| 站名 | 站名     | 轉乘路綫                      | 所在行政區域 | 通車日期       |        |
| 港島綫 | 港島綫   | 港島綫                        | 港島綫       | 港島綫         | 港島綫 |
| --- | -------- | ----------------------------- | ------------ | -------------- | ------ |
| | 柴灣     | -                             | 東區         | 1985年5月31日  |        |
| | 杏花邨   | -                             | 東區         | 1985年5月31日  |        |
| | 筲箕灣   | -                             | 東區         | 1985年5月31日  |        |
| | 西灣河   | -                             | 東區         | 1985年5月31日  |        |
| | 太古     | -                             | 東區         | 1985年5月31日  |        |
| | 鰂魚涌   | 將軍澳綫                      | 東區         | 1985年5月31日  |        |
| | 北角     | 將軍澳綫                      | 東區         | 1985年5月31日  |        |
| | 炮台山   | -                             | 東區         | 1985年5月31日  |        |
| | 天后     | -                             | 灣仔區       | 1985年5月31日  |        |
| | 銅鑼灣   | -                             | 灣仔區       | 1985年5月31日  |        |
| | 灣仔     | [EXC]                         | 灣仔區       | 1985年5月31日  |        |
| | 金鐘     | 荃灣綫 東鐵綫 南港島綫        | 中西區       | 1985年5月31日  |        |
| | 中環     | 荃灣綫香港站：東涌綫 機場快綫 | 中西區       | 1986年5月23日  |        |
| | 上環     | -                             | 中西區       | 1986年5月23日  |        |
| | 西營盤   | -                             | 中西區       | 2015年3月29日  |        |
| | 香港大學 | 南港島綫 (西段)[SILW]         | 中西區       | 2014年12月28日 |        |
| | 堅尼地城 | -                             | 中西區       | 2014年12月28日 |        |
| 附註 |          |                               |              |                |        |
| - SILW 南港島綫（西段）為目前仍於規劃階段之路綫。 - EXC 灣仔站並非接駁東鐵綫會展站的車站，然而兩站則設有灣仔北行人天橋系統連接。 |          |                               |              |                |        |
| 论 编 |          |                               |              |                |        |

## 乘客量

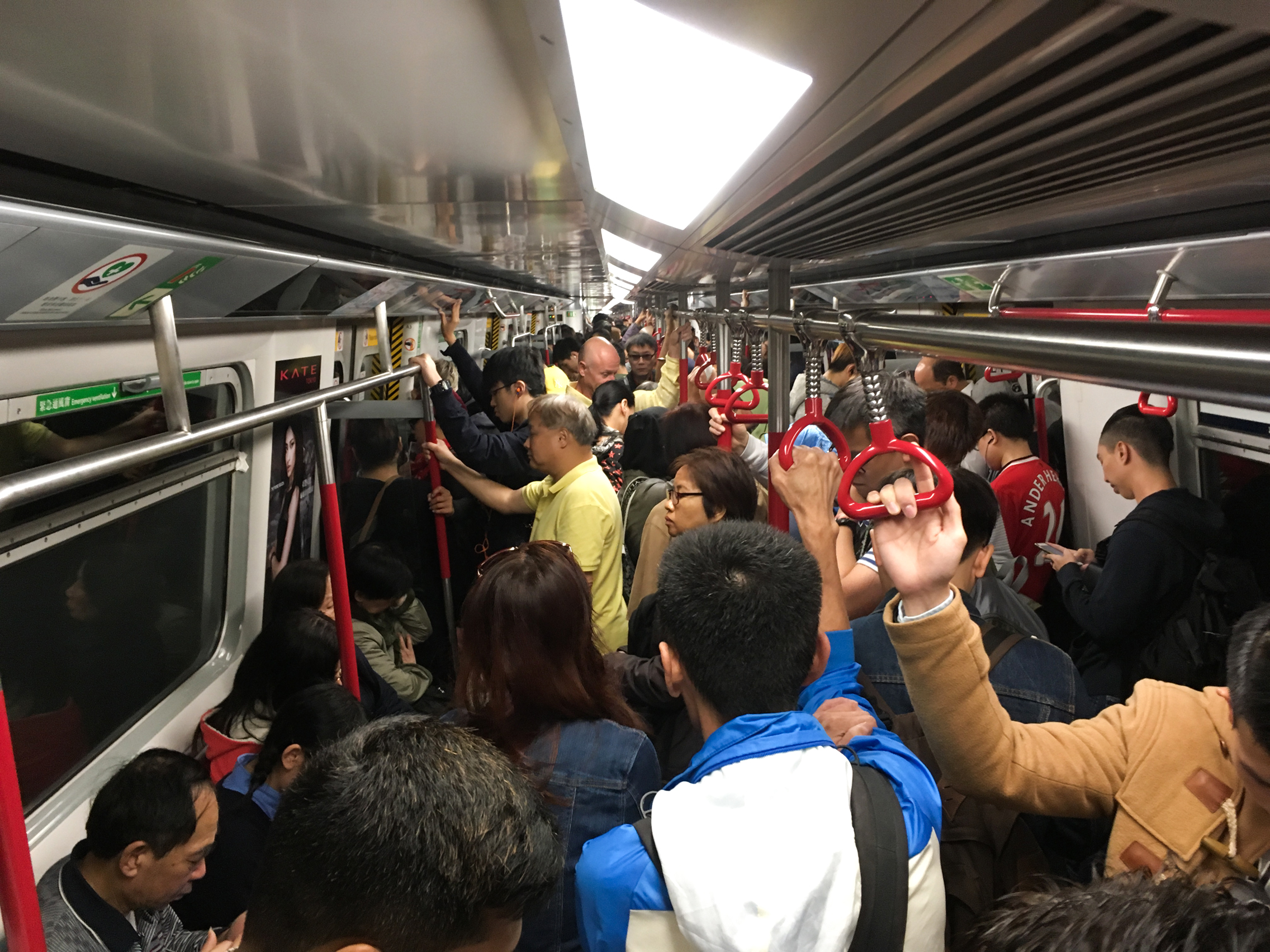
擁擠的港島綫列車車廂

港島綫連接港島北岸之多個核心商業區、住宅區、新興商業區、工業區、著名院校和重要文娛康樂設施，乘客眾多，自通車以來即為港島區的交通大動脈。加上來往港島區不同地方，乃至往來本綫中環、金鐘、北角和鰂魚涌以外各站的各種過海交通的需求龐大，再者港島區的路面交通要道如東區走廊、軒尼詩道、德輔道、告士打道和英皇道等經常出現擠塞，港島綫的載客量因而一直高企，而繁忙時間的轉綫站月台和車廂更是水泄不通。
本綫在建造階段時，有意見認為應當廢止與本綫服務範圍大幅重疊，而且行車速度遠比本綫緩慢的香港電車，但由於香港電車別具特色，加上收費比本綫廉宜，深受港島居民、區外市民以至訪港遊客歡迎，而且本綫初時的服務範圍並不是與電車完全重疊，本綫對香港電車乘客量影響因此有限。香港電車能與本綫並存，互相競爭的同時亦一同肩負港島區交通大動脈的角色，即使西港島綫在2015年全綫通車，情況依舊。而目前本綫與香港電車的車廂在繁忙時間都出現過度擠逼的現象，但廢除電車路段的聲音至今依然不時被提出。
根據港鐵向香港立法會提交的文件披露，港島綫最繁忙時段載客率在2014年和2015年分別為94%及96%，2018年更升至101%，（以車廂每平方米站立4人計算），早上西行最繁忙路段在天后站至銅鑼灣站之間。

## 車務

### 班次
港島綫如同其他市區綫，班次相當頻密，繁忙時間平均每約2分鐘一班車，非繁忙時間亦維持約3至6分鐘一班。
| 時段             | 時段         | 港島綫全綫 |
| ---------------- | ------------ | ---------- |
| 平日             | 早上繁忙時段 | 1.9        |
| 平日             | 晚上繁忙時段 | 2.1        |
| 平日             | 非繁忙時段   | 3.6－6     |
| 星期日及公眾假期 |              | 3.6－6     |
| 星期六           | 星期六       | 2.8－5     |
| 深夜時段         | 深夜時段     | 12         |

乘客可以透過iOS或Android應用程式「MTR Mobile」或使用經「data.gov.hk」授權的應用程式查閱港島綫未來四班抵站列車的到達時間，亦可以在港鐵網站查閱詳細時間表。
另外，當香港天文台發出九號烈風或暴風風力增強信號或十號颶風信號時，港島綫僅有限度維持杏花邨站至堅尼地城站的列車服務。

## 使用列車
| 型號                               | 製造商               | 製造年份              |
| ---------------------------------- | -------------------- | --------------------- |
| 地鐵都城嘉慕列車 →市區綫現代化列車 | 英國都城嘉慕         | 1977－1986 1989－1995 |
| 市區綫中國青島四方製列車           | 中車青島四方機車車輛 | 2017－                |

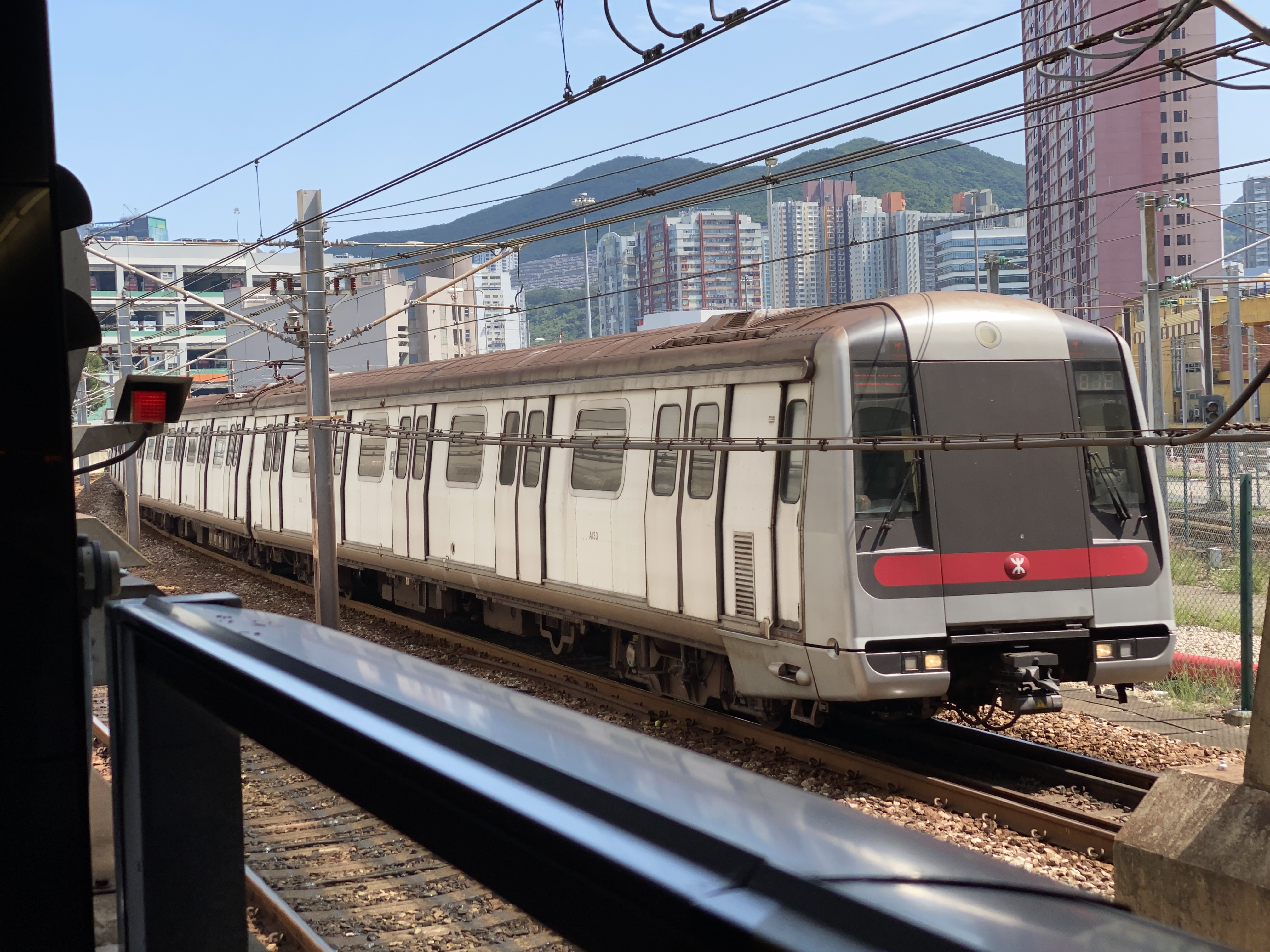
港鐵市區綫現代化列車

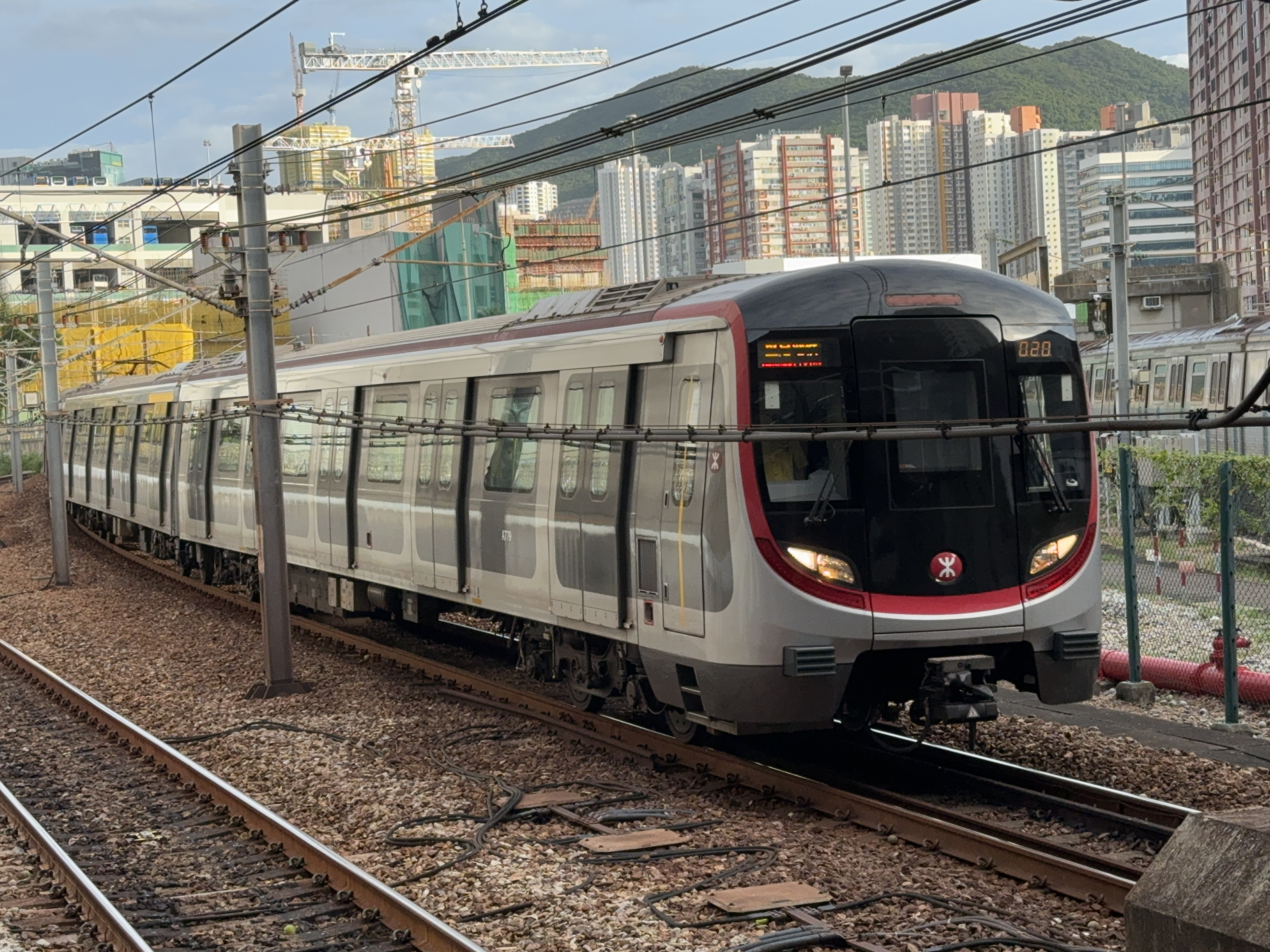
港鐵市區綫中國青島四方製列車

港島綫自落成至今，一直採用英國製的都城嘉慕列車（M-Train）行走。
由於車隊中的都城嘉慕第2B代列車的控流系統與其他英國製列車不同，為方便管理和維修，這些列車由1985年投入服務至今都只在港島綫行走。
2024年1月28日，港島綫開始使用市區綫中國青島四方製列車行駛。

### 列車數量
港島綫列車數量在2007年1月加密班次之前，全綫列車有27列，加密班次之後，為了使港島綫有足夠列車行駛，故從荃灣綫削減一列列車給予本線，令港島綫列車數目由27列增加至28列。
2007年10月，為了使港島綫有足夠列車行駛，再有1列英製列車由觀塘綫抽調至本線行走，使港島綫列車數量增加至29列。
在2012年3月港鐵加密班次之後，星期日及公眾假期早上大約8時45分至晚上大約8時，港島綫會行走14列列車。
2013年3-4月，因應中國長春製列車數量充裕及西港島綫啟用，再有2列英製列車由觀塘綫抽調至本線行走，使港島綫列車數量增加至31列。
2013年6-9月，因應中國長春製列車數量充裕及西港島綫啟用，再有3列英製列車由觀塘綫抽調至本線行走，使港島綫列車數量增加至34列。
2014年6月及12月，因應西港島綫啟用，再有2列英製列車由觀塘綫抽調至本線行走，使港島綫列車數量增加至36列。
2024年1月28日，港島綫開始使用市區綫中國青島四方製列車行駛。

## 意外及事故

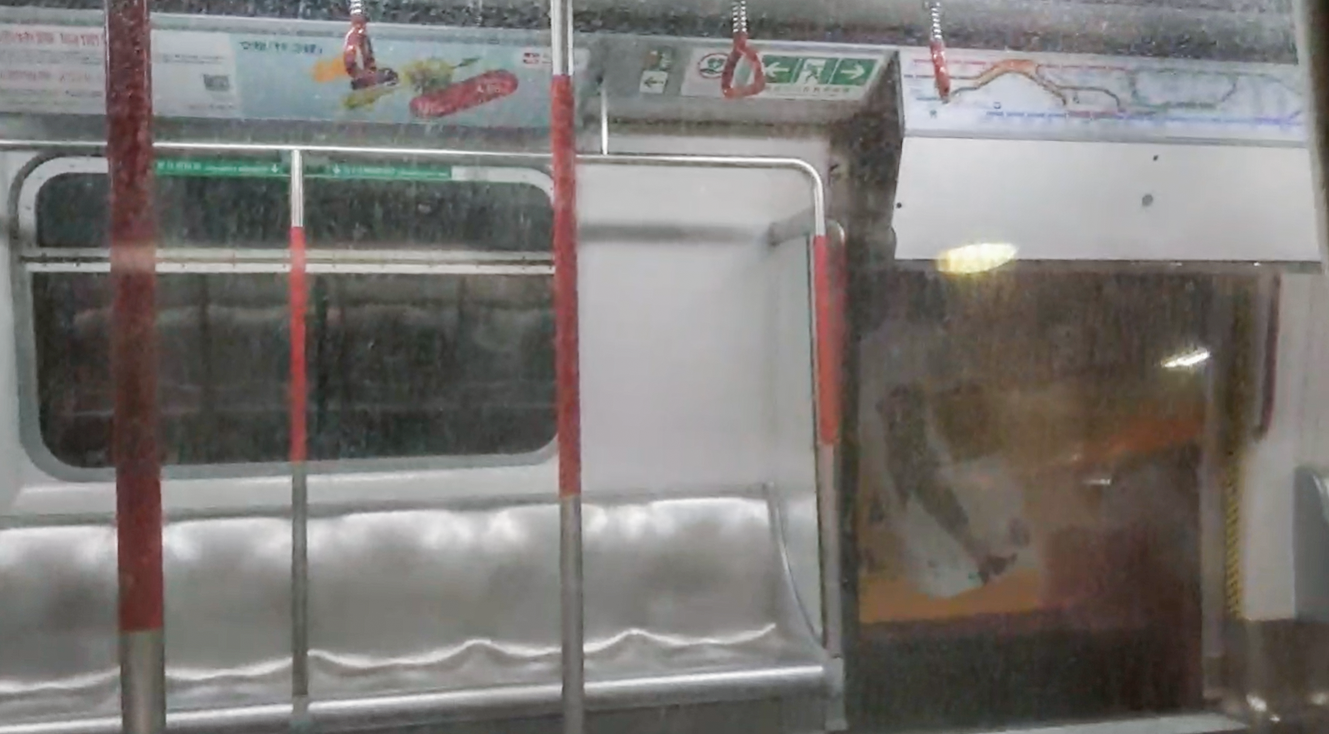
2021年12月2日，晚上繁忙時間，一列往堅尼地城方向的港島線列車，於铜锣湾站因廣告牌有組件移位，列車撞擊後車門掉落至路軌

- 1999年8月10日，一名車長在柴灣車廠準備將列車停泊時，撞向路軌末段止衝擋，車長頭部受傷。[35]
- 2000年3月18日晚上，一列列車由銅鑼灣站開往天后站途中，電力系統突然故障，其中一個車卡的電箱發生輕微爆炸，車上乘客全部由尾逃生門離開車廂，服務故障使港島綫受阻大約45分鐘。[36]
- 2000年7月18日晚上，一列列車由西灣河站開往筲箕灣站途中，因車頂的牽引線將一條高架電纜鉤斷，導致電纜下垂，電力中斷；是次事故使港島綫太古站至柴灣站列車服務癱瘓大約4小時。[37]
- 2009年11月11日，港島綫中環站3號月台往柴灣站月台的月台幕門未能夠關上，令列車要慢駛入中環站3號月台往柴灣站方向的月台。
- 2011年8月3日，早晨上班繁忙時間，港島綫天后站至金鐘站一段出現電力跳掣，列車由銅鑼灣站開往灣仔站途中，電力系統突然故障跳掣，近車尾底部傳來一聲巨響，繼而有煙冒出，列車隨即停下，乘客擔心起火報警，車內電力則告中斷，後備電力啟動，提供基本照明及開動抽氣機。列車跳掣後，觸動電力保護裝置，使天后站至金鐘站供電系統亦跳掣，未能向列車提供電力，港鐵隨即檢查沿線列車情況，發現除跳掣列車故障外，尾隨其後正駛近銅鑼灣站的列車亦有故障，該車載有1,300名乘客，人多擠逼，亦須啟動後備電力。合共造成2,000多名乘客被困在無冷氣車廂10多分鐘，服務受阻逾20分鐘，多個港鐵站擠滿乘客，逾萬人受影響。約8分鐘後，港鐵安排兩列列車先後抵達灣仔站及銅鑼灣站，乘客疏散返回月台。消防員到達灣仔站，向冒煙列車進行檢查，證實未有發生火警，無人受傷。兩列列車其後駛往金鐘站的避車處（金鐘側綫）進行檢查；[38]港鐵發言人指，事發期間共有4列列車受影響，其中2列列車顯示電力故障，要在銅鑼灣站及灣仔站分別落客，返廠檢查，疏散乘客約2,200人；另兩列列車則一度停在隧道內，至9時20分系統才回復正常。[39]
- 2011年11月30日午夜前，港島綫銅鑼灣站月台幕門故障，令服務稍有阻延。[40]
- 2012年10月3日，早上8時10分，上環站列車掉頭處的通風口鐵皮脫落，撞毁一輛掉頭後準備駛往上環站1號月台列車的車頭玻璃，令金鐘至上環站列車於上班繁忙時間停駛逾兩小時，引起港島交通大混亂。東區走廊亦因連鎖反應而大擠塞，連累上班一族遲到。停駛期間，北角站候車月台因迫滿候車乘客，至少4名乘客不適，需召喚救護車送院。多輛接駁巴士在港鐵站外停泊，一度令上環及金鐘站附近交通擠塞，金鐘站外輪候上車的乘客高峰時期排至中信大廈，估計有逾千人候車，平均要等半小時才能登上接駁巴士。另外由於大量往中、上環上班的市民因港鐵事故紛紛改乘的士及巴士，令東區走廊西行大為擠塞。港鐵於9時50分，即事發後一個多小時才拆走鐵皮，經檢查確定行車安全，至10時15分恢復來回金鐘及上環的正常班次。[41]
- 2012年11月2日，杏花邨站2號月台部分月台閘門發生故障，但列車的班次沒有受影響，月台閘門在2小時後回復正常。
- 2017年10月26日，凌晨1時，一列港島綫列車駛回柴灣車廠內指定泊位期間，其中1個車卡的車底氣囊出現問題，導致一邊車輪偏離軌道，車卡與路軌及軌道旁的設備擦撞，並撞毀其中一條供車長上落的樓梯，涉事車卡的車身損毀，樓梯的碎片亦刮花另一列車。事件導致4列港島線列車未能出廠載客，港鐵需要臨時調動荃灣車廠、九龍灣車廠及將軍澳車廠4列後備列車前往港島線行走，而早上繁忙時間沒有造成任何延誤。
- 2018年10月16日，早上約7時，發生罕見的「聯鎖系統」故障，市區綫發生故障，訊號系統出事導致要轉為人手操作，出現嚴重延誤。港鐵車務工程總管李家潤今早在電台表示，昨晚初步分析電腦數據，發現訊號系統區間電腦之間有大量資料傳輸同步，耗用電腦大量資源，與程式設定有關，但看不到事件與測試新系統或人為因素有關，其中本綫所有車站大量人流，也是故障間首條復修的市區綫。李家潤說，有關情況應首先在荃灣綫發生，強調凌晨4時30分已完成測試並成功轉回現有系統運作，又指現有系統沒有和新系統連接。他指已重置4條綫的區間電腦，運作一直穩定。
- 2019年7月30日的港鐵不合作運動中，港島綫方面，一列往堅尼地城的列車於北角站也被示威者阻礙車門關閉及按緊急按鈕。

- 2019年8月14日，一列港島綫列車駛離柴灣站期間，因供電問題停下。其後有乘客進入路軌範圍，職員協助他們返回月台後，列車服務於中午12時陸續回復正常；事後相關列車不載客停泊在一號月台，片中見到兩邊駕駛艙位置己開啟，另外所有列車都會以二號月台上下客。
- 2019年9月30日，有示威者在筲箕灣站登上一列往堅尼地城方向列車，並進入駕駛室把緊急逃生梯放下，導致港島綫西灣河站至柴灣站列車服務一度嚴重受阻。
- 2019年11月20日，晚上近6:07，一列往堅尼地城方向的港島綫列車，行駛至灣仔站期間，二號月台有乘客誤踩空隙，導致被困灣仔站二號月台約十分鐘。處理事故完成後，相關列車不載客駛往金鐘再回廠檢查，期間一對列車車門未能正常關上，需要慢速行駛。[42]
- 2021年6月18日，網上流傳一段影片，一頭野豬仔闖入港鐵鰂魚涌站後，擺脫港鐵職員阻擋，成功登上一列港島綫列車，在列車內來回奔跑，如入無人之境。其後，野豬仔更「轉車」至將軍澳綫一列空載列車，一度瑟縮在關愛座不肯離開，最後港鐵被迫安排列車返回車廠，漁護署人員其後到場將其捉走，並已放生。[43]
- 2021年12月2日，晚上繁忙時間，一列往堅尼地城方向的港島線列車，於铜锣湾站因廣告牌有組件移位，列車撞擊後脱落第一卡車門并掉落至路軌，所幸未造成人员伤亡。[44]到2022年1月27日，事故調查報告指出是路軌旁廣告牌沒有鎖緊而引致。而事故前的一班列車第3至第8卡車身，亦有輕微刮痕。[45]

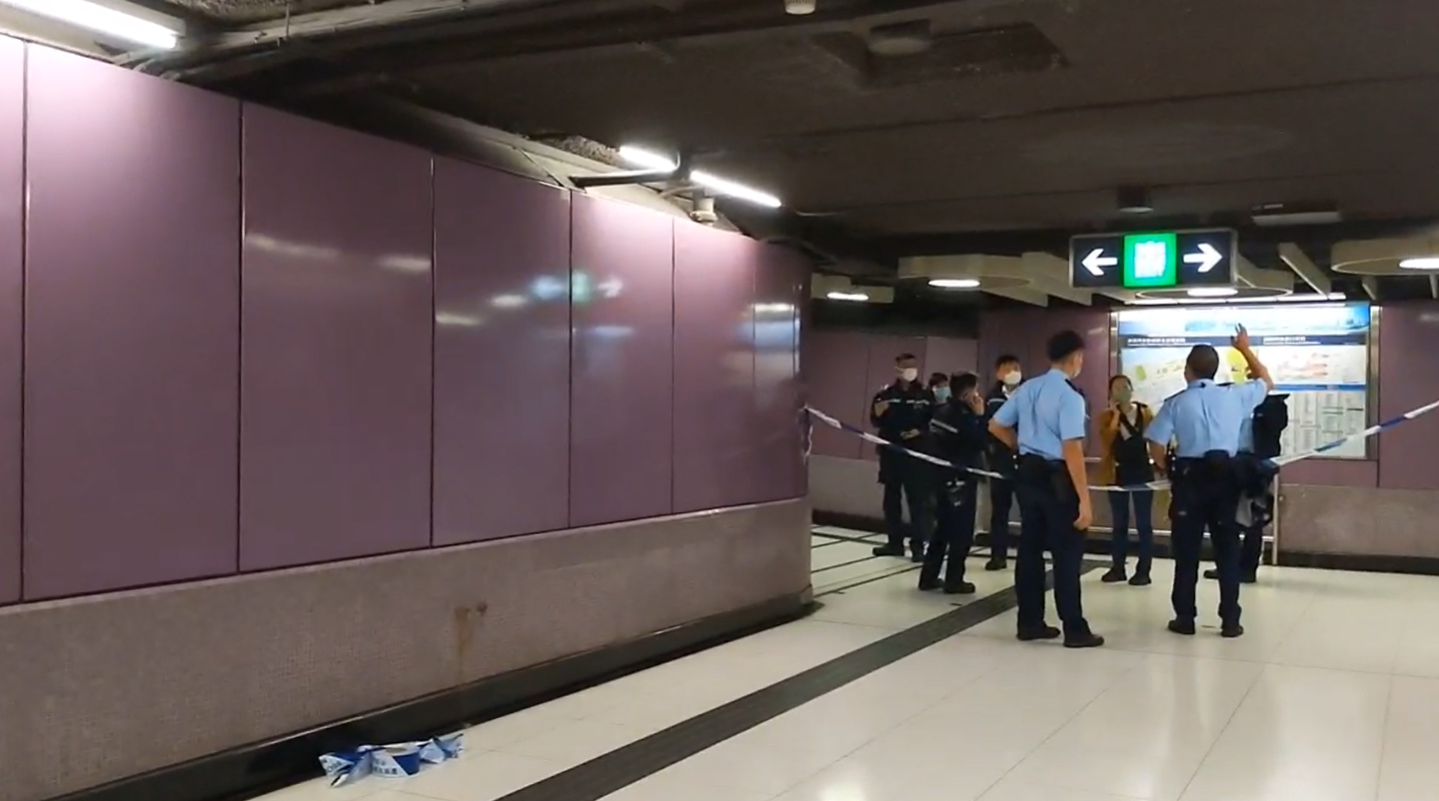
警員封鎖往月台的通道
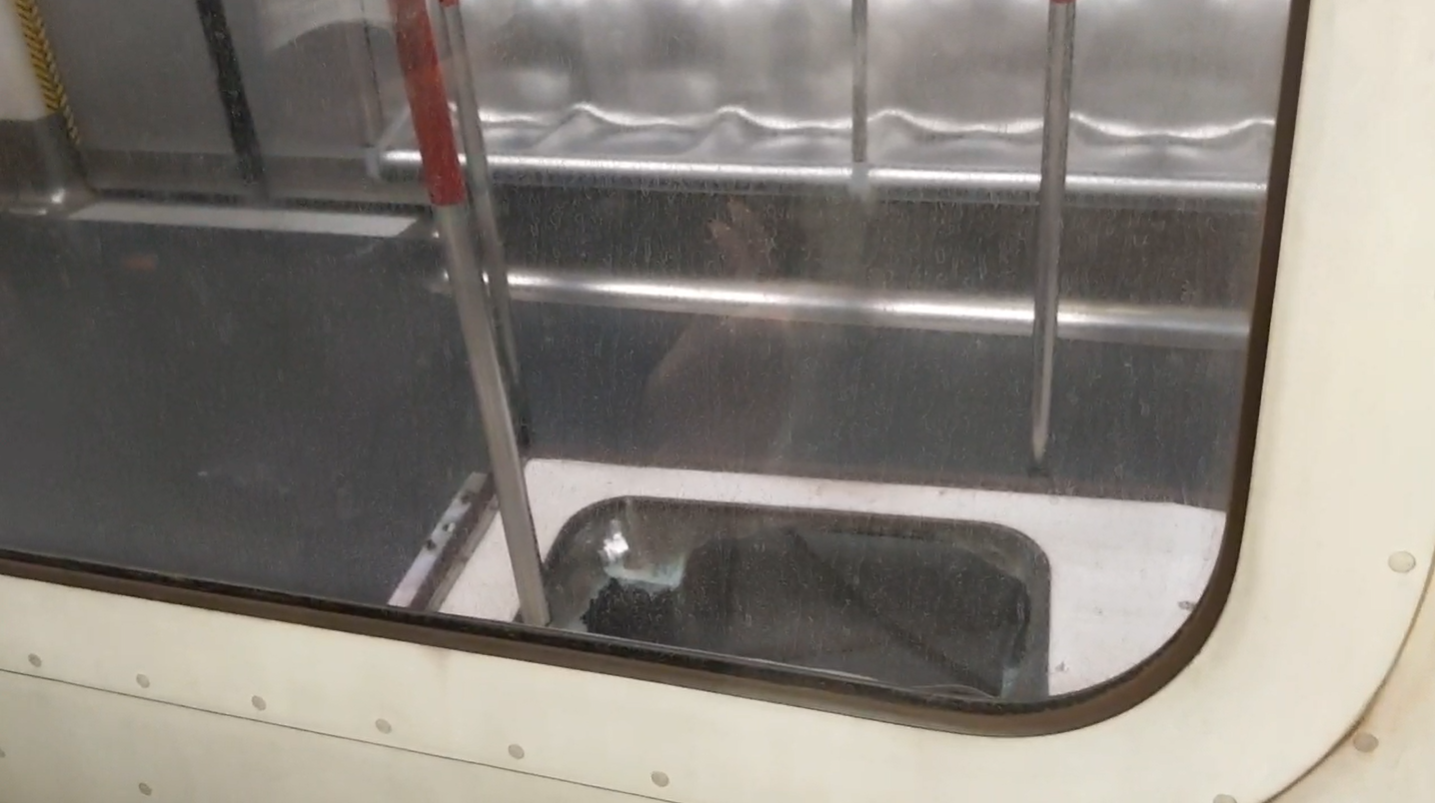
掉落至路軌的車門放回到列車內
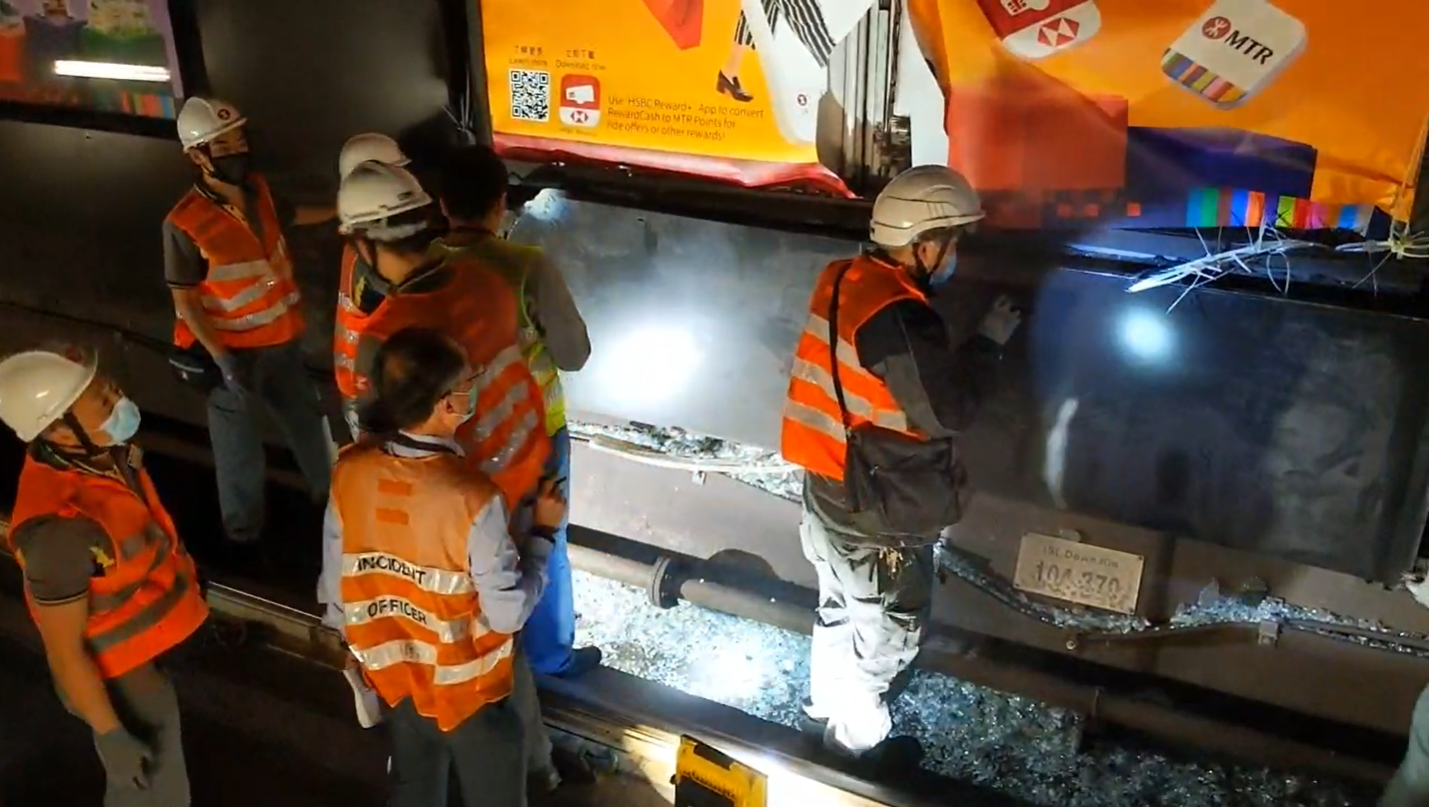
港鐵派出多名員工清理現場
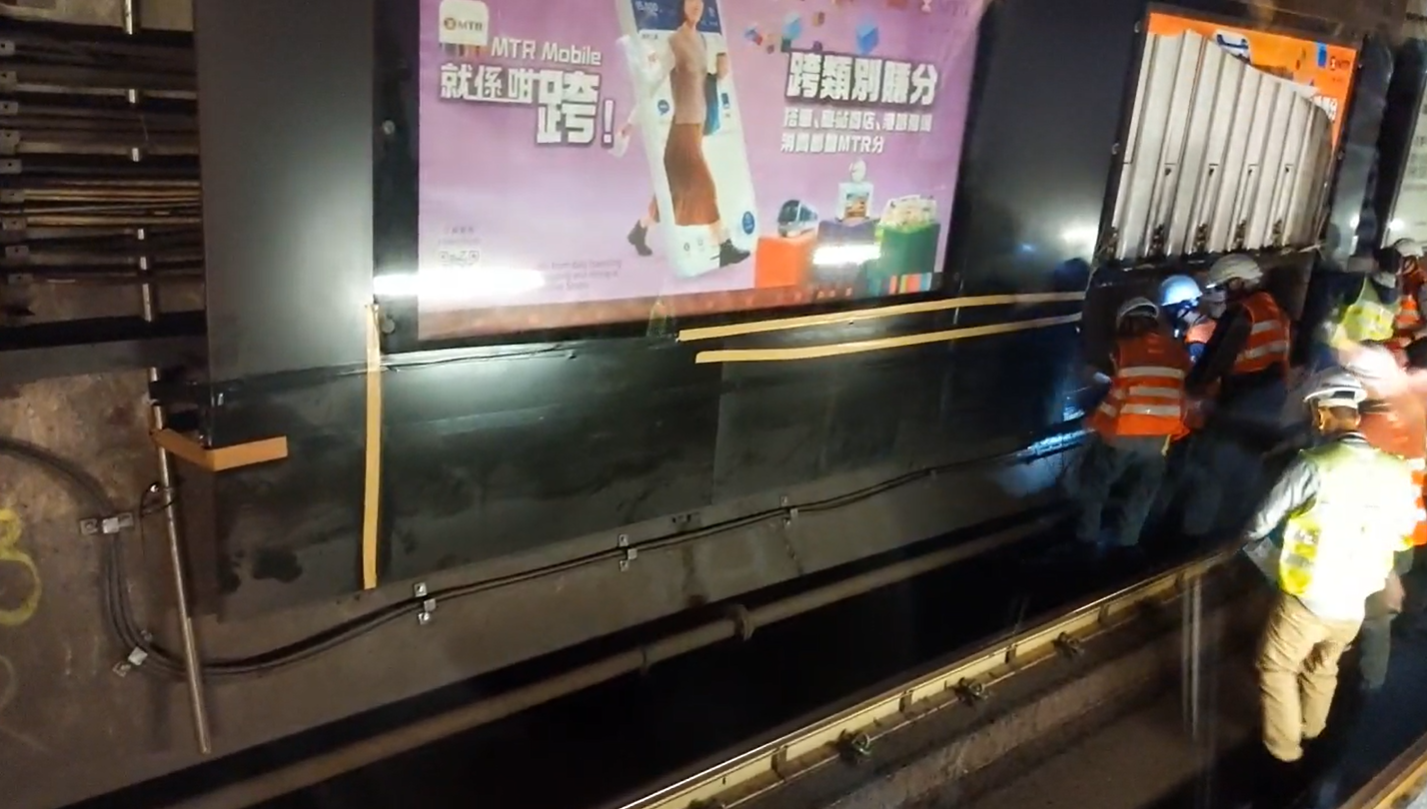
被撞擊的廣告牌暫時用膠紙保護

## 物業發展
遵從地鐵一向的發展模式，興建鐵路時會在車站附近發展私人住宅，一來以其利潤資助工程費用，二來可增加客源。其中上環站及灣仔站用作辦公室發展；灣仔站、天后站、炮台山站、太古站至柴灣站各站則用作住宅發展。

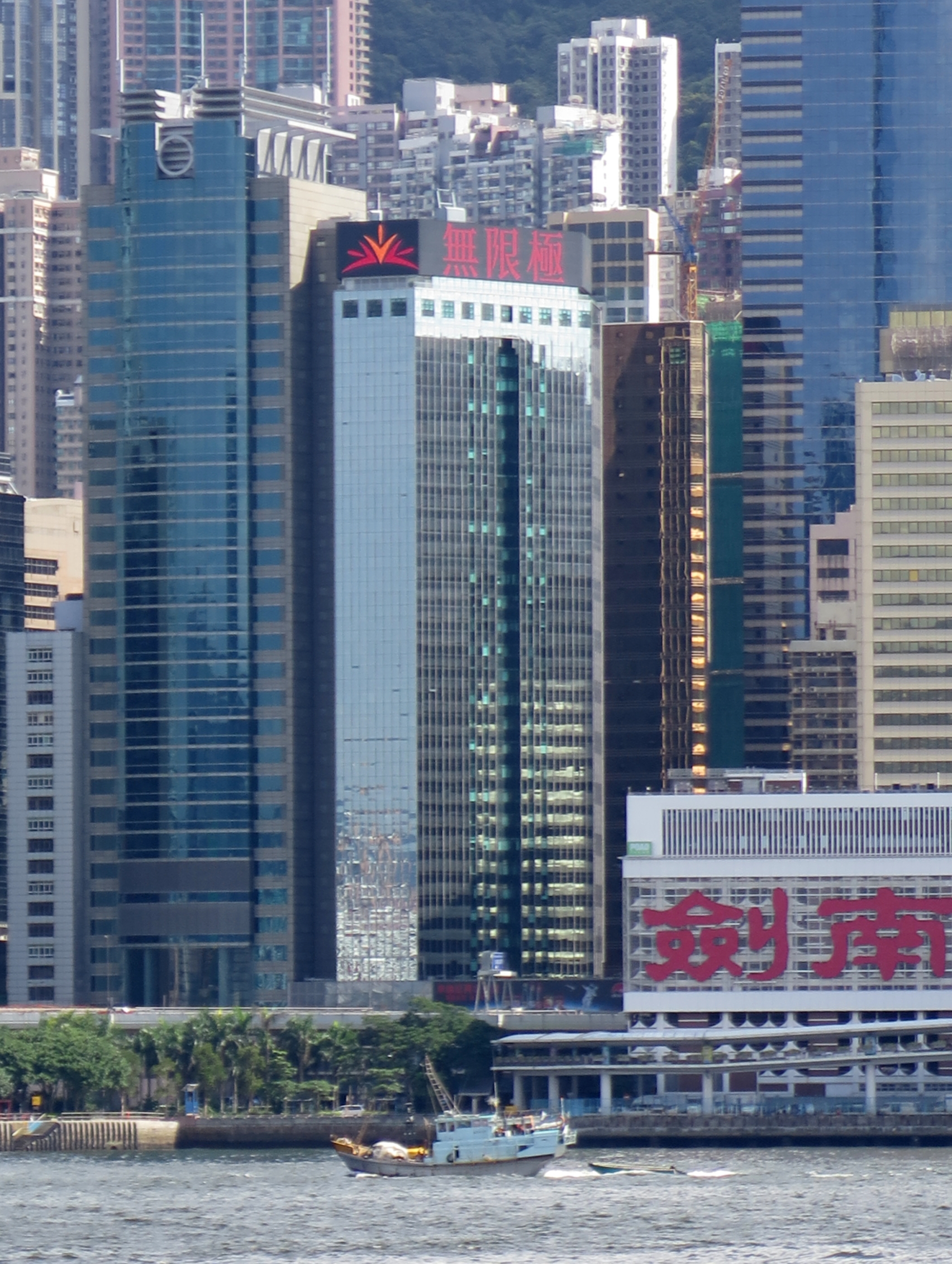
無限極廣場 (前稱維德廣場，於2010年改名)
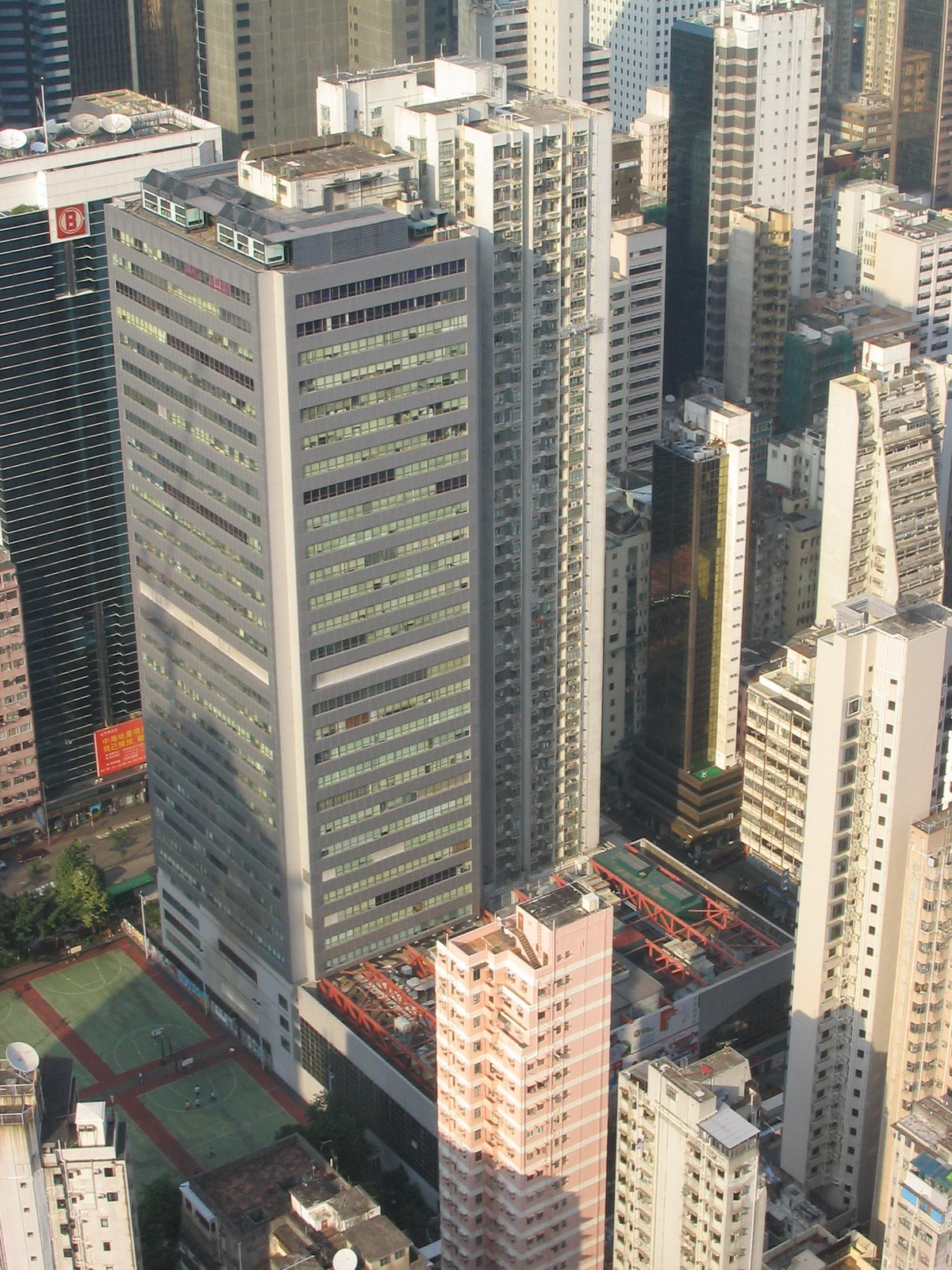
修頓中心及修頓花園
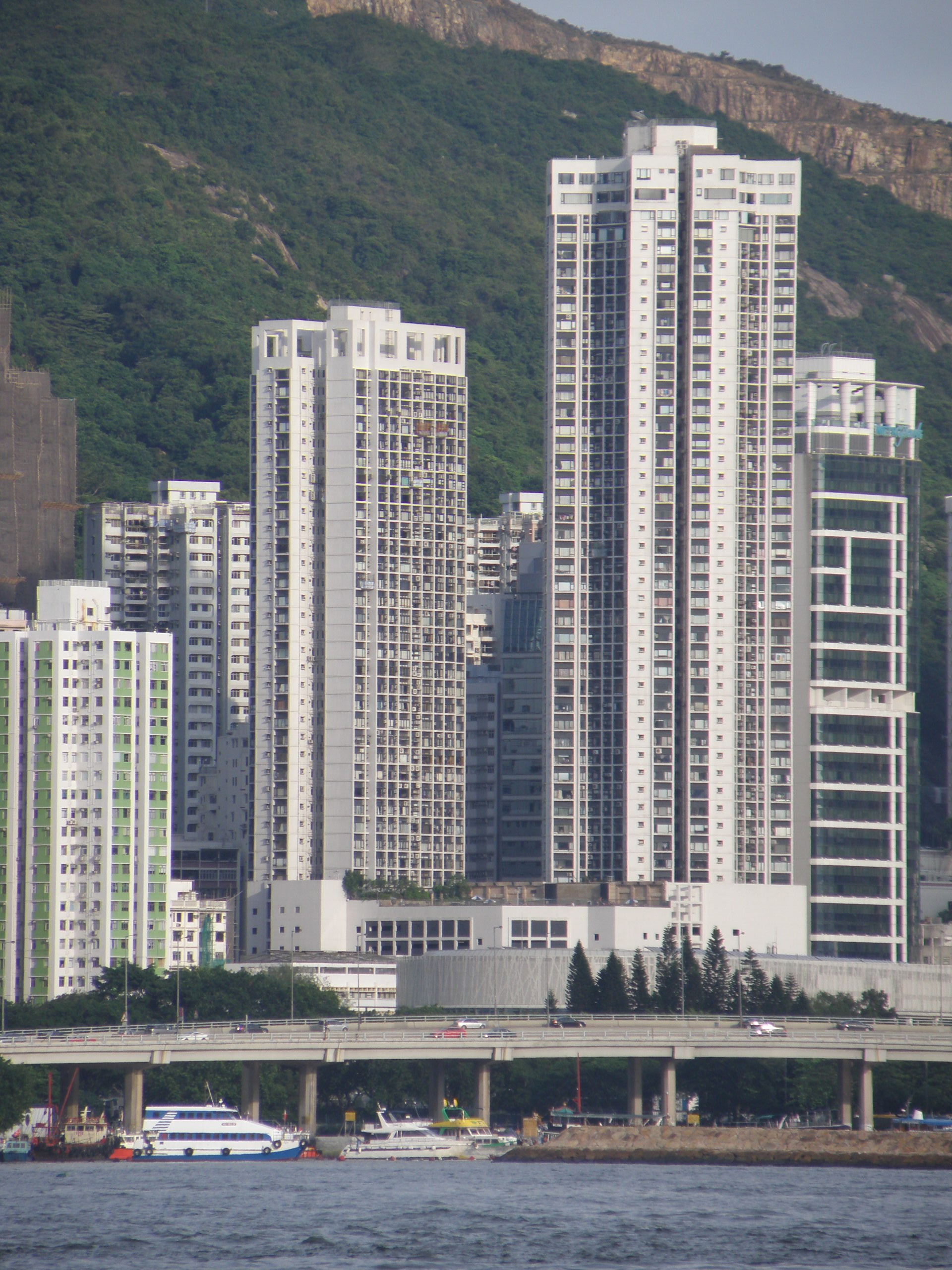
栢景臺
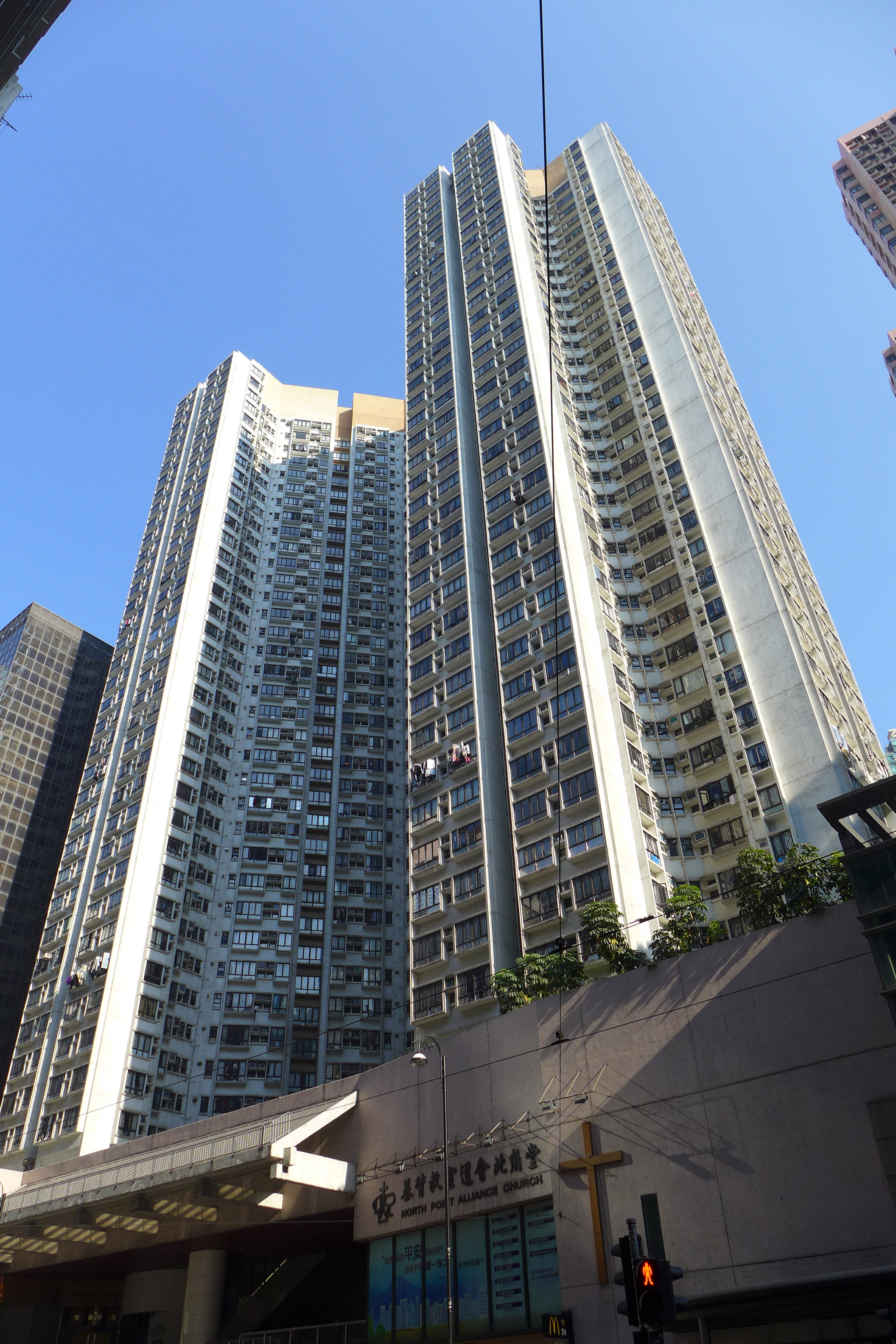
康澤花園
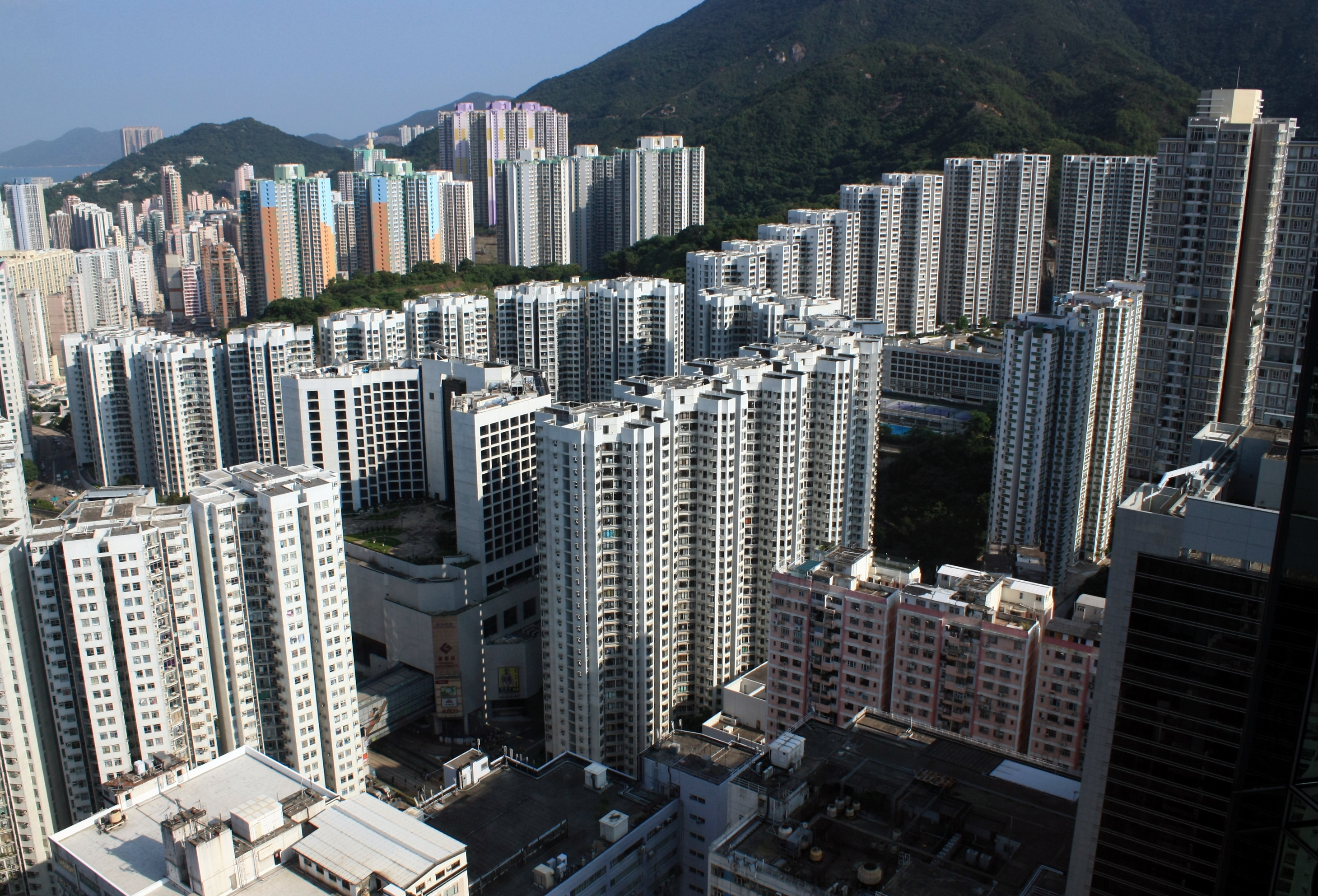
康怡花園
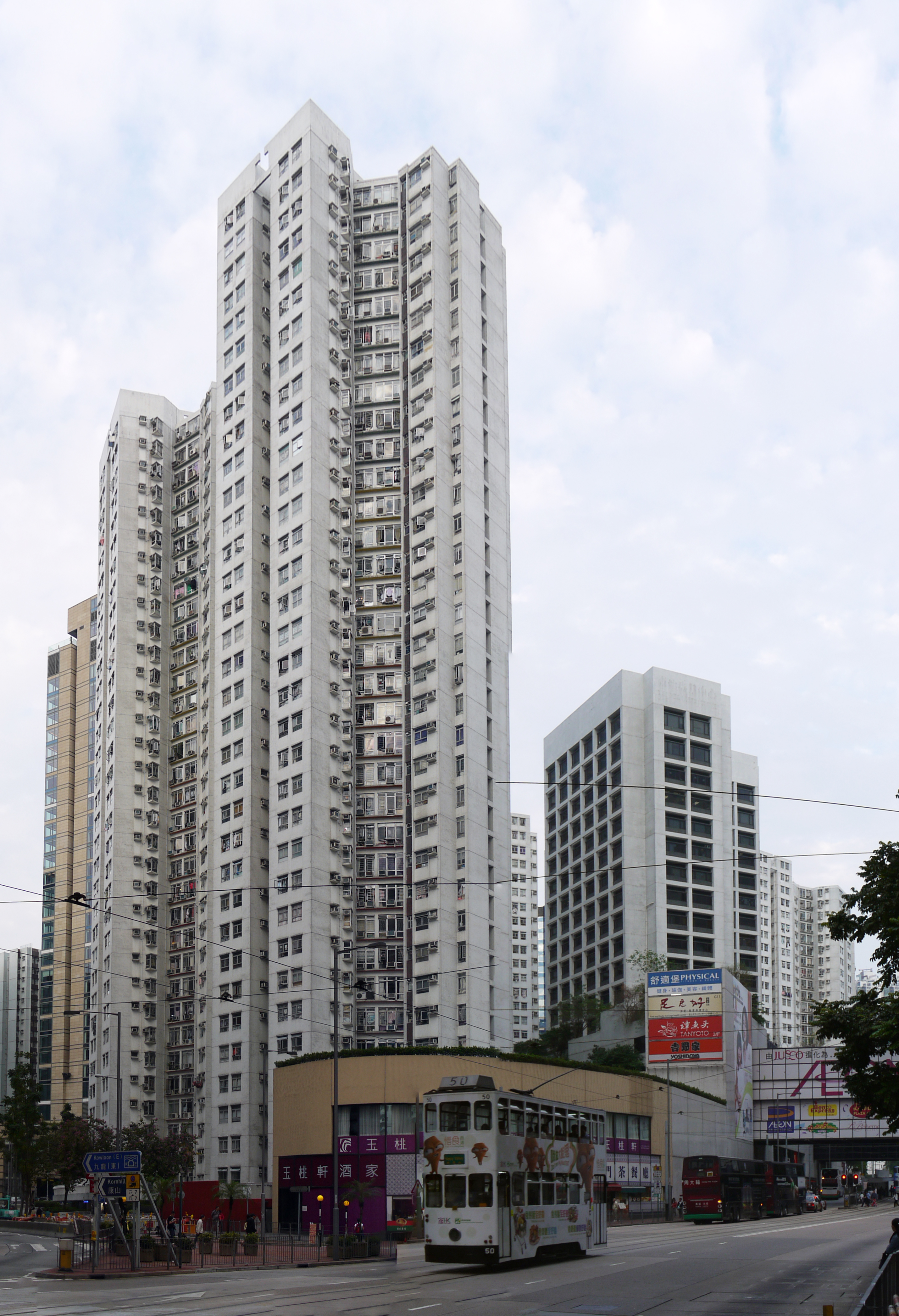
康山花園
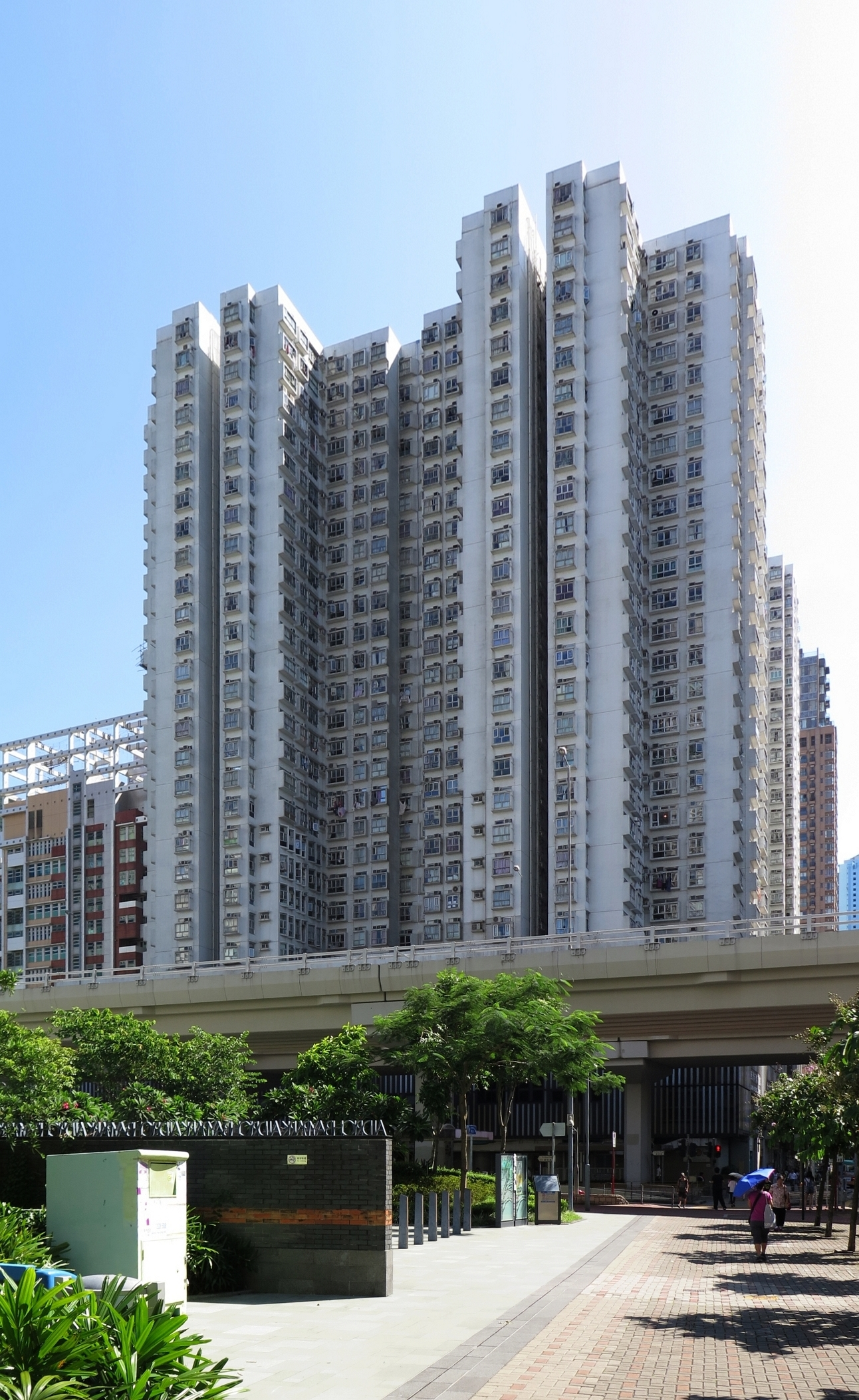
欣景花園
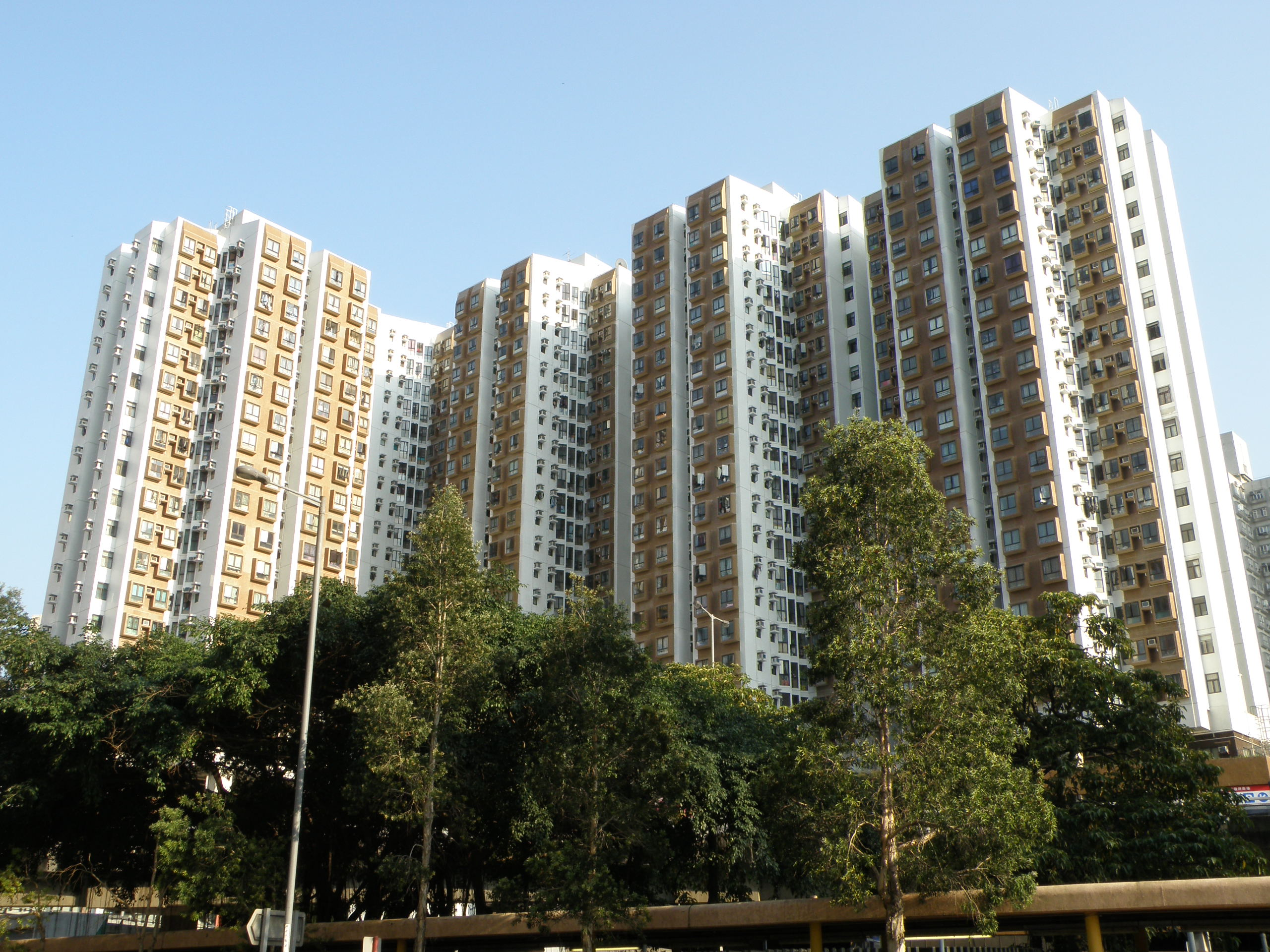
峻峰花園
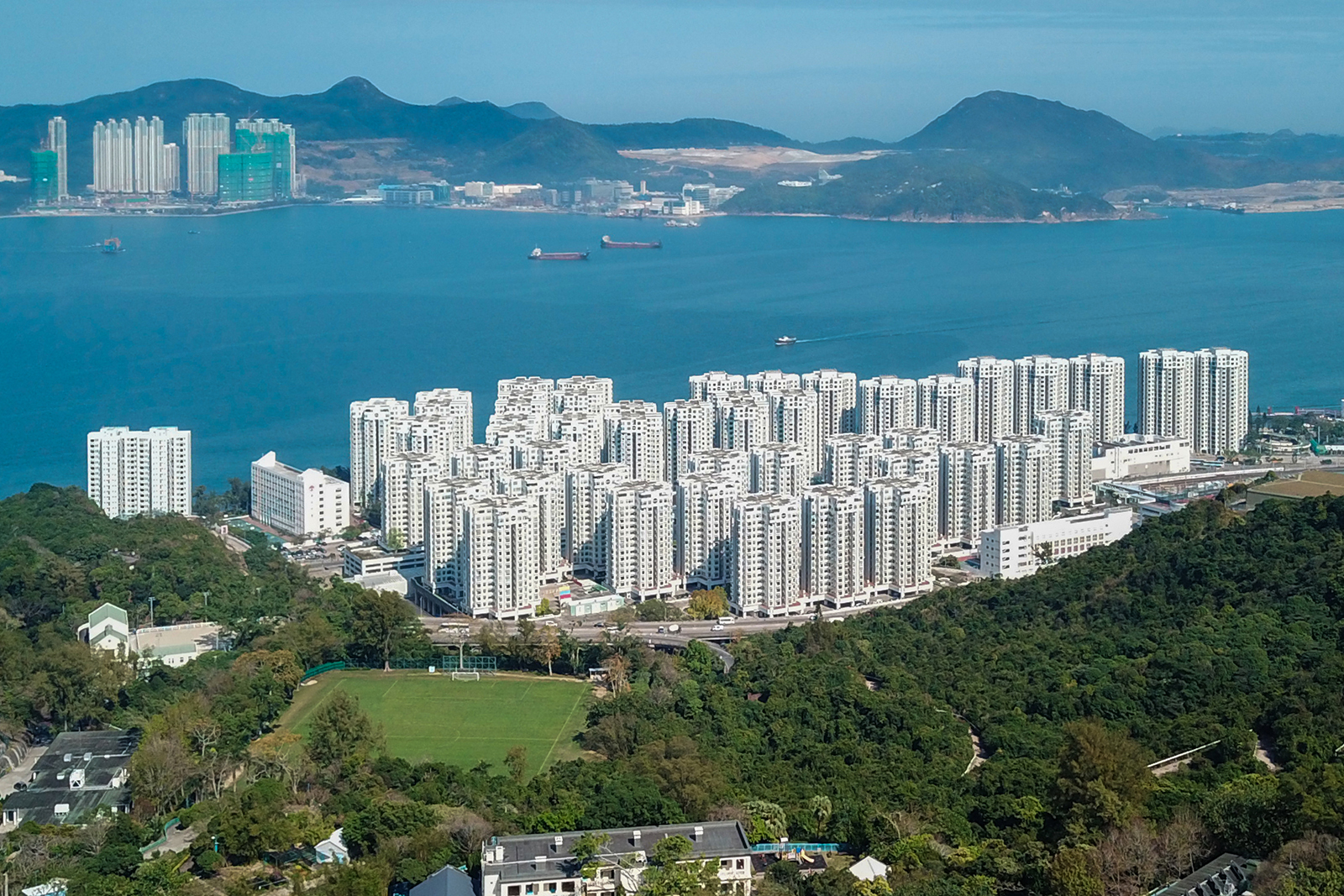
杏花邨
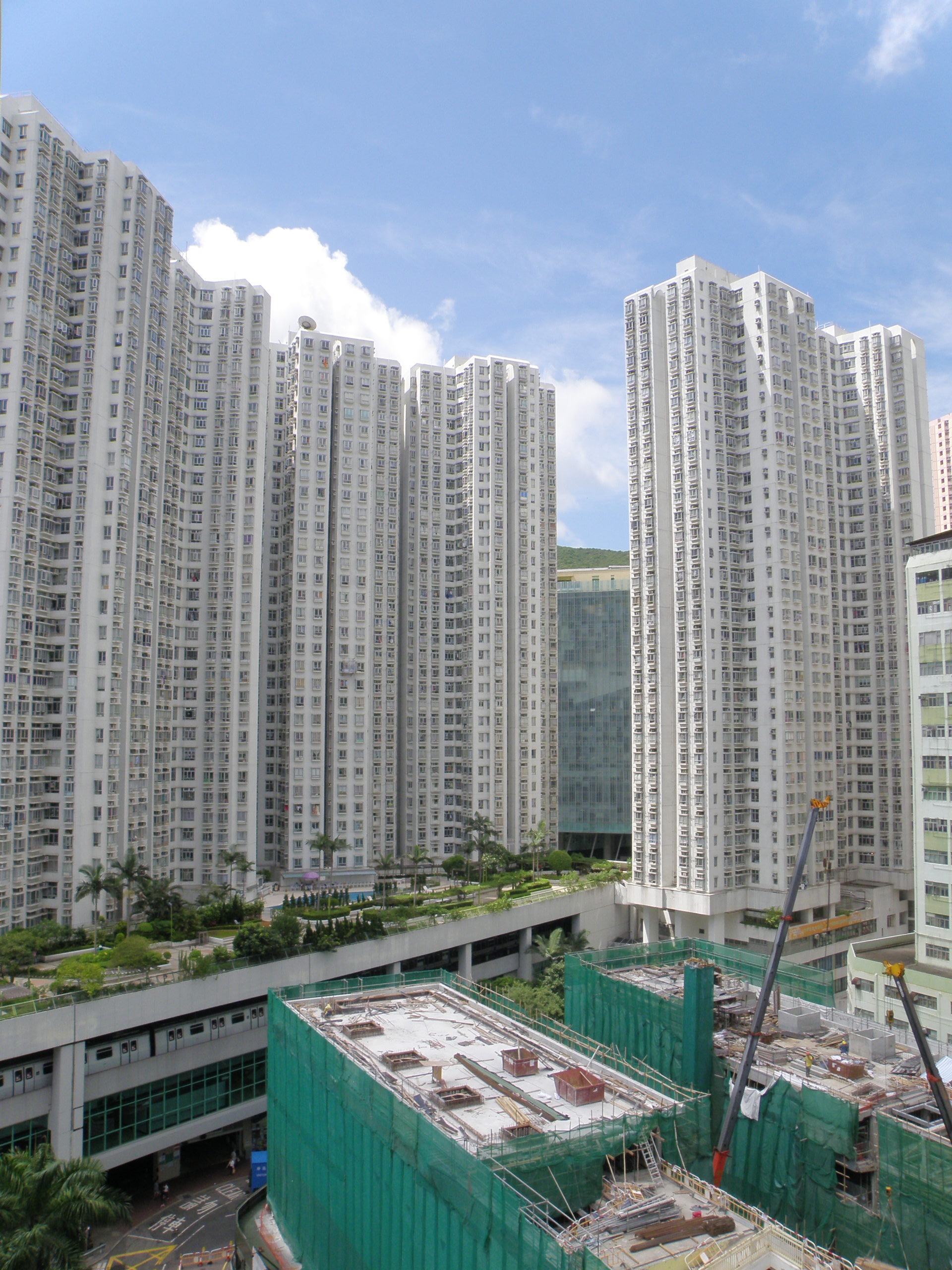
新翠花園

## 已擱置計劃

### 北港島綫
2013年2月21日，路政署展開「我們未來的鐵路」第二階段公眾諮詢，提出北港島綫的兩個方案：「換綫」方案將港島綫一分為二，港島綫上環（西港島綫通車後為堅尼地城）至北角段（不經炮台山站）將撥歸將軍澳綫，而港島綫炮台山至柴灣段將撥歸延長後的東涌綫；「交匯」方案將將軍澳綫西延至添馬站，與延長後的東涌綫交匯，而港島綫則不受影響。
據《鐵路發展策略2014》，北港島綫將採用「交匯」方案，換言之港島綫將不會一分為二，現有路段得以完整保留。

### 小西灣綫
1990年開始，當時香港地下鐵路公司（現為港鐵公司）計劃將港島綫延至人口頗多的小西灣。當時的計劃為於柴灣站延長，及於杏花邨站分叉成支綫。不過因路綫蜿蜒，加上成本問題，令計劃被擱置。1996年政府因應小西灣人口增長重新研究延線，但最後均以技術和環境不可行為由作罷。2000年地鐵提議興建輕鐵連接小西灣和杏花邨，但因政府拒絕削減區內巴士綫而告吹。時至今日，巴士及專線小巴繼續擔任主要連接當地交通的任務。
該區區議員一直促請政府及地鐵公司（現為港鐵公司）批准落實興建鐵路連接當地。2012年11月7日，運輸及房屋局局長張炳良書面回覆立法會議員提問時表示，政府過往有就接駁小西灣至港島線的建議進行可行性初步研究，惟發現技術上存在相當困難，港島綫屬於重型鐵路系统，而小西灣的社區發展成熟，可以供予興建鐵路的土地空間相當有限，而且區內亦有多幢建築物阻礙。至於建議興建輕軌運輸或者單軌鐵路系統作為接駁，亦需要另外開闢土地用來設置車廠及興建其他維修設施，預期對土地的需求更大，故此可行性會更低，因此政府和劉偉章議員建議港鐵在小西灣興建行人天橋連接柴灣站取代。

## 外部連結
- 香港鐵路大典上的相关条目：港島綫